# 미국 공군 선더버즈
선더버즈(Thunderbirds)는 미국 공군의 곡예비행단이다.
미국 공군의 비공식인 곡기 비행 팀인 스카이브레이서즈(Skyblazers)를 발전 해소시킨 것으로서 1953년 6월 1일, 발족. 현재의 본거지는 넬리스 공군 기지(아메리카 합중국 네바다주). 2008년 10월말 운용중의 항공기는 F-16, 백, 청, 적의 트리코롤 칼라와 기체 하부에 그려진 피닉스의 페인트가 특징적이고, 아메리칸 스타일로 불리는 6기 편대로의 공중곡예 비행을 실시한다.
예부터, 미국 해군의 곡예비행단인 블루 엔젤스와 라이벌 관계에 있어, 모두 세계에서도 고난도의 Acrobat 비행 능력을 자랑한다.
근래에는 F-16을 사용하고, 직전까지 2기간의 기체를 접근해 비행하는 것이 많이 피로되고 있다. 비행중의 양 비행기간의 거리는 세계 최단이 되어, 네바다주에서 피로한 이 비행은 기네스 북에도 등록되어 있다.

## 역사
- 1953년

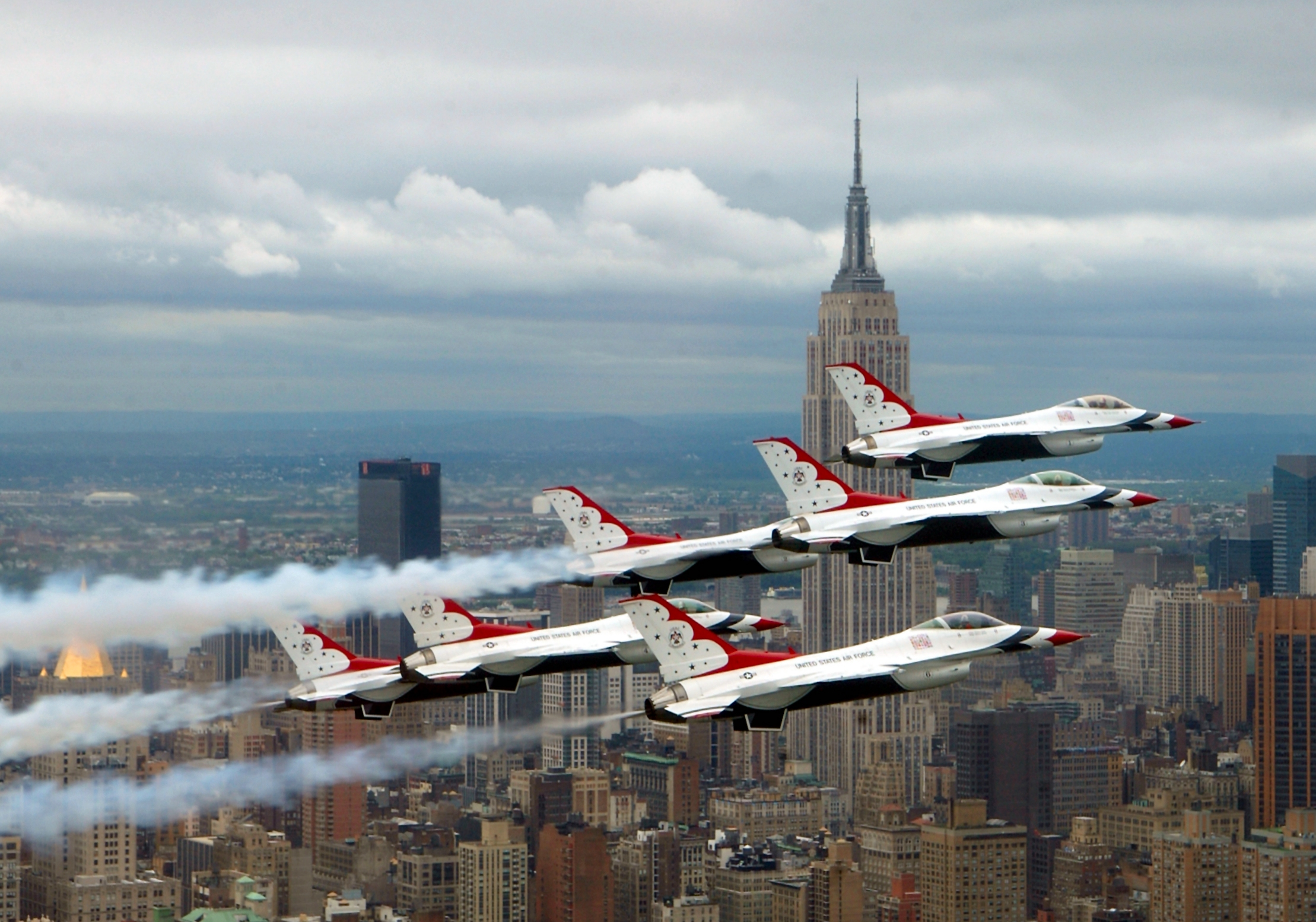
뉴욕 상공에서, 전시 비행을 실시하는 선더버즈

2003년 9월 14일의 추락 사고로, F-16로부터 탈출하는 파일럿

  - 6월 1일 애리조나주 루크 공군 기지에서 신규 결성
  - 6월 8일 공군 관계자를 대상으로 한 곡예 비행을 실시한다
  - 7월 19일 첫 일반 공개 곡예비행
- 1954년 1월부터 2월 첫 해외 투어(남미)
- 1956년 홈 베이스를 네리스 공군 기지에 이전
- 1957년 남미·캐나다 투어
- 1959년 11월부터 12월 첫 극동 투어, 이 투어에 한정해, 이타즈케 기지에 해외 전개하고 있던 F-100D의 도장을 변경해 사용.
- 1961년 4월 첫 추락 사고. 파일럿은 순직.
- 1963년 첫 유럽·북부아프리카 투어
- 1964년 5월 첫 데모중의 사고, 파일럿은 순직. 이 사고의 몇일후별의 부대에서도 추락 사고가 발생해, F-105B전투기가 비행 정지. 사용 기체를 F-100D로 재차 변경.
- 1969년 사용 기재를 F-4E 로 변경해, 도장이 종래의 메탈·청·적으로부터 백·청·적으로 변경된다.이것은 F-4 E의 외판이 여러종류의 금속을 사용하고 있어, 부분마다 색조가 다른 것을 숨기기 때문이다.
- 1974년 제１차 오일 쇼크의 영향으로 사용 기재를 T-38 A에 기종 전환.
- 1982년 네리스 공군 기지의 서쪽에 있는 훈련 공역에 대해 사고.포메이션의 4기와 멤버 4명을 잃어 버려, 팀 해산설이 흐른다.
- 1983년「72시간 이내에 실전 투입할 수 있는 상태에 할 수 있다」라고 하는 조건부로 사용 기재를 F-16 A에 기종 전환
- 1992년 사용 기재를 F-16C(블록 32)에 기종 전환
- 1994년 8월 10일미국 공군 미사일 기지에서 플라이트 디스플레이를 실시, 일본에서 일반 공개의 플라이트 디스플레이는 35년 만.또 이 때에 처음으로블루 임펄스와 경연했다.
- 1997년 네리스 공군 기지에서 거행해진 미국 공군 50주년 기념 에어 쇼(고르덴에아타트)로 블루 임펄스와 두 번째의 경연, 더 블루 임펄스에게 있어서는, 첫 해외 전시 비행이었다.
- 2001년 이 연 9월 하순부터 서태평양 투어가 예정되고 일본 방문이 예정되어 있었지만, 미국 동시 다발 테러 사건의 영향에 의해 중지되었다.
- 2003년 9월 14일 미국 공군 마운틴 홈 기지 (아메리카 합중국아이다호주)의 건파이터·스카이즈로 추락 사고(부상자 한명)
- 2004년 10년 만의 서태평양 투어를 실시했지만, 그 중에 일본 (미사와, 햐쿠리, 하마마츠)에서 예정되어 있던 플라이트 디스플레이는 모두 악천후로 중지가 되었다.
- 2009년 F-16C(블록 52)에 기종 전환.

### 근년의 주된 이벤트 참가
- 2009년 가을, 5년 만의 「서태평양·동아시아 투어」의 실시가 예정되어 있다.전회는 악천후로 전시 비행을 실시하지 않았기 때문에, 15년 만의 전시 비행이 되었다.
  - 9월 30일 - 「서태평양·동아시아 투어」의 일환으로 미국령·괌의 미국 공군안다센 공군 기지에서 비행 전시 예정이었지만, 태풍 (위해)때문에 연기되어10월 7일에 행해졌다.
  - 10월 15일 - 「서태평양·동아시아 투어」의 일환으로 일본·홋카이도치토세시의 항공 자위대치토세 기지에서 비행.
  - 10월 17일 - 「서태평양·동아시아 투어」의 일환으로 일본·시즈오카현하마마쓰시의 항공 자위대하마마츠 기지에서 비행.
  - 10월 18일 - 「서태평양·동아시아 투어」의 일환으로 일본·아오모리현미사와시의 미국 공군 미사와 기지에서 비행.
  - 10월 20일~10월 25일 - 「서태평양·동아시아 투어」와 「서울 에어 쇼 2009(Seoul ADEX 2009)」의 일환으로 한국·서울시 남부에 인접하는 성남시 수정구의 대한민국 공군 서울공항에서 비행.

## 역대 사용기의 경위

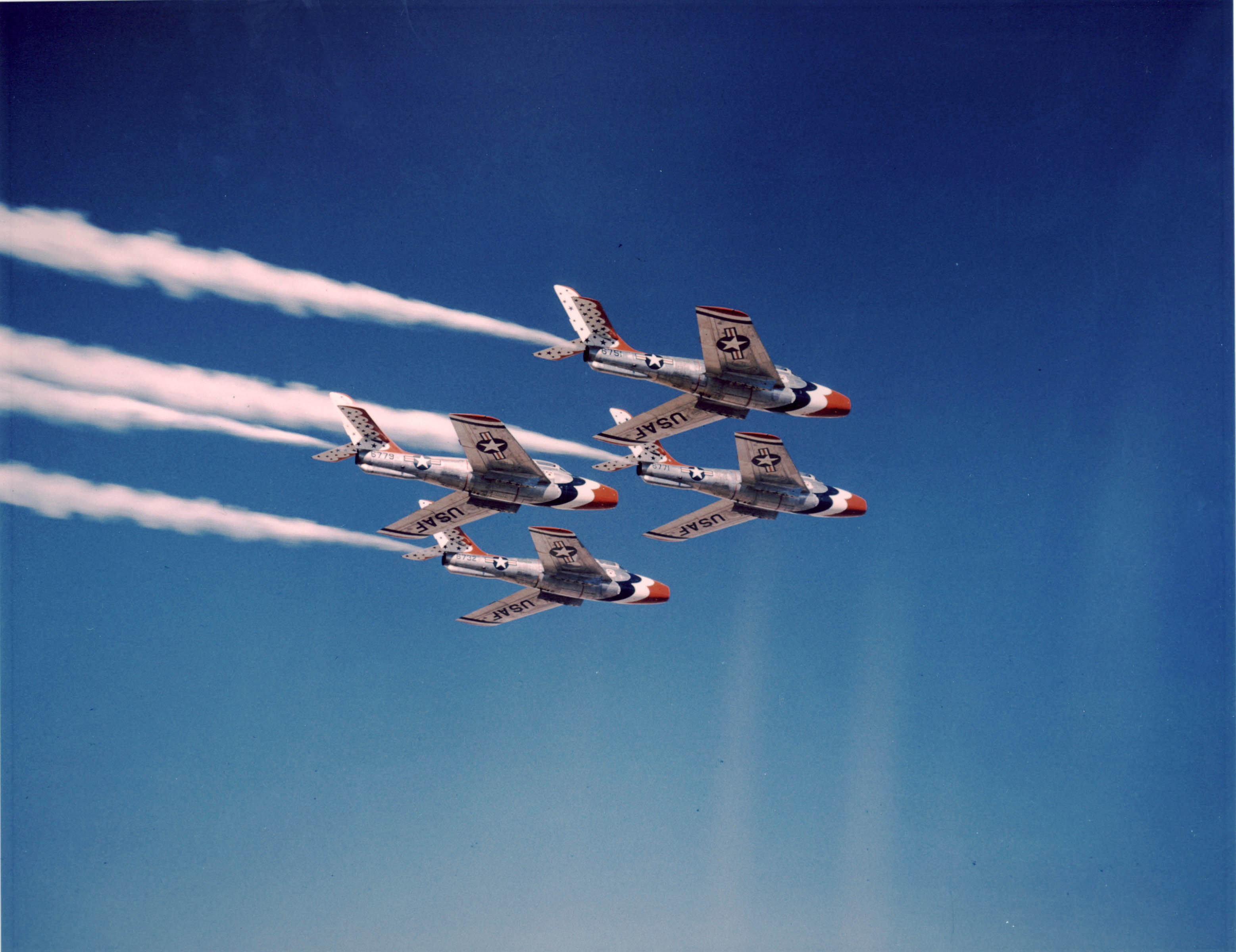
F84F 시대의 선더 버즈에 의한 편대 비행

초기부터 제트 전투기를 사용해 각지의 쇼를 돌고 있었다.초기의 사용기는 F-84였다.
선더 버즈는 1964년에 1년간만, F-105 선더 치프를 사용했던 적이 있었다. 그러나, F-105의 거대한 기체, 높은 익면하중은 Acrobat 비행에는 적합하지 않았다.또, 1964년 5월에 사고를 낸 것때문에, 다시 F-100를 사용기에 되돌린 경위가 있다.
F-100에 이어 사용된 기종은 F-4 팬텀이었다. 그러나, F-4도 기체가 너무 커서 Acrobat 비행에는 적합하지 않았다.이러한 일로부터, F-4도 불과 4년간의 사용으로T-38에 대신했다.T-38은 미국의 Acrobat 비행 팀 첫 연습기(그것까지는 실전기였다)가 되었다.T-38은 그것까지 이상의 기동력을 과시했다.

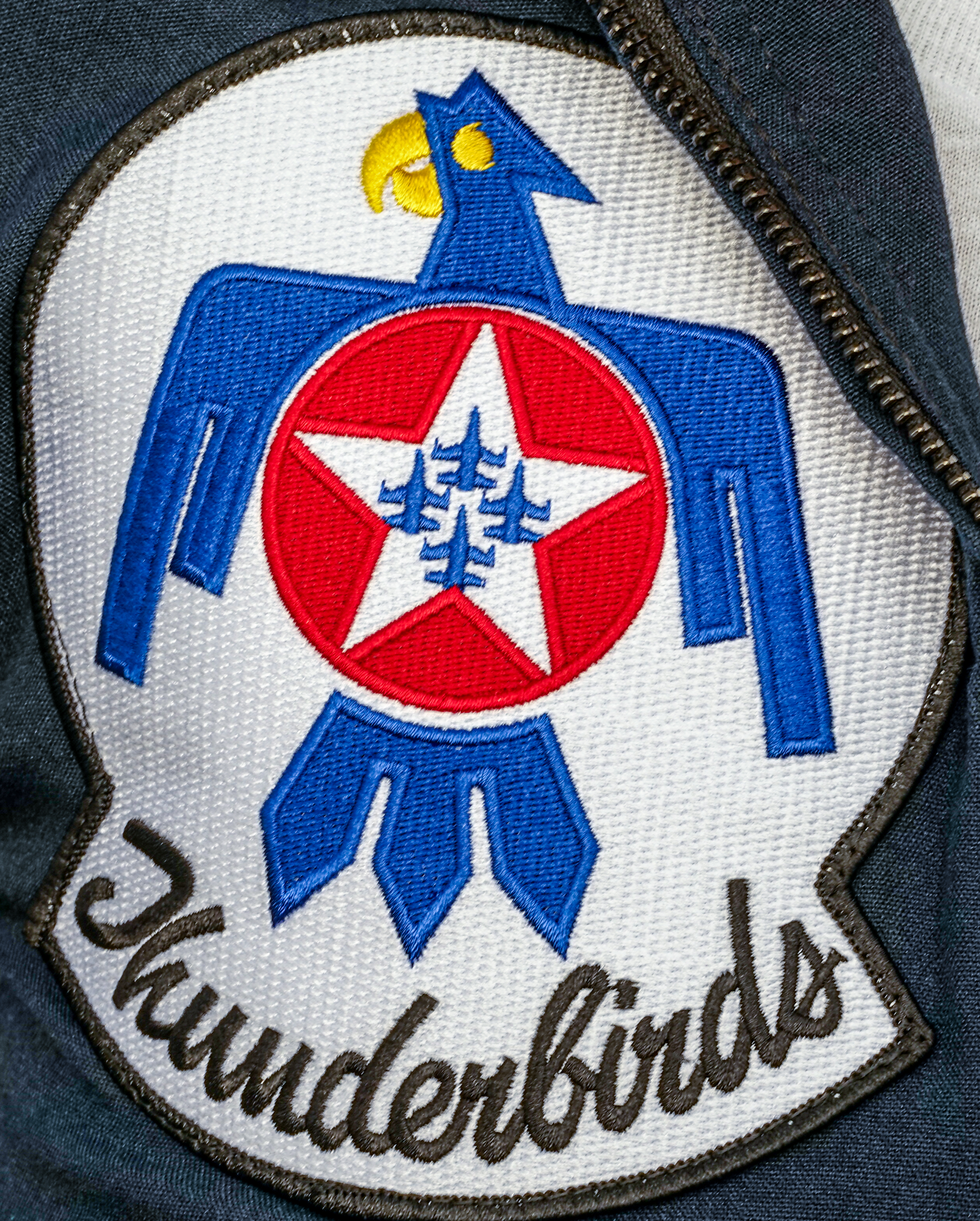

그러나, 1982년 1월에, T-38은 한 번에 4기가 추락 하는 전대미문의 대사고를 일으켰다.그러한 일로부터, T-38은 사용 중단이 되어, 선더 버즈 자체도 활동 정지의 위기에 빠졌다. 그러나, 1년 후의 1983년에 복귀해, 기종은F-16 파이팅 팔콘으로 대신했다.현재에도 F-16은 계속사용되어 선더 버즈의 역대 사용기 중 에서도 장로기가 되고 있다.F-16은 향후에도, 선더 버즈의 사용기로서 활약하게 된다.

### 역대 사용기
- F-84G 1953년-1954년
- F-84F 1955년
- F-100C 1956년-1963년
- F-105B 1964년(4월부터 5월의 사이, 6회의 쇼 밖에 사용하지 않고)
- F-100D 1959년(극동 투어만)1964년-1968년
- F-4E 1969년-1973년
- T-38A 1974년-1982년
- F-16A 1983년-1991년
- F-16C 1992년-

## 같이 보기
- 블루 앤젤스
- 곡기 비행대